# Alpenländische Volksmusik
Als alpenländische Volksmusik wird die vorwiegend in den deutschsprachigen Alpenländern Bayern, Österreich, Schweiz und Südtirol sowie angrenzenden Gebieten wie Baden-Württemberg überlieferte Volksmusik bezeichnet, die eine eigene musikalische Gattung darstellt. Sie unterscheidet sich musikalisch nicht von der tradierten, ebenfalls alpenländischen, slowenischsprachigen Volksmusik.

## Stil
Alpenländische Volksmusik ist ein bestimmter Musikstil, der in den überwiegend deutschsprachigen Alpenregionen entstanden ist oder überliefert wurde. Erkennbar ist er unter anderem an der Form der Melodieführung, die häufig bis überwiegend aus Akkordbrechungen (Brechungsmelodik), Zerlegungen von Dur-Dreiklängen besteht, die „auf und ab hüpft wie die Alpenberge“, und an der parallelen Zweistimmigkeit.

## Überlieferung
Entwickelt hat sich die alpenländische Volksmusik durch die im einfachen Volk immer üblich gewesene mündliche Überlieferung, laut Gerlinde Haid die „Überlieferung von musikalischen Kenntnissen, Fertigkeiten, Praktiken und ‚Kompositionen‘ über Generationen, Jahrzehnte und vielleicht Jahrhunderte“. Der älteste überlieferte Kuhreihen stammt aus dem Appenzellerland und wurde im Jahr 1545 notiert.
Die früher übliche schriftlose Tradierung bedingt mehrere Eigenschaften, unter anderem wird die auf Improvisation beruhende Bildung von Varianten begünstigt. Es gibt von jedem Stück zahllose Spielarten und kurze Gestalt wird begünstigt. Wiederholungen und einfache Harmonien sind Merkmale alpenländischer Volksmusik. Überwiegend werden Durtonarten verwendet. Alpenländische Volksmusik ist üblicherweise zweistimmig angelegt, besteht oft aus Hauptstimme und Überstimme, eine Terz höher. Diese Überstimme kann auch nach unten oktaviert, eine Sexte tiefer als die Hauptstimme erklingen. Eine Tenor-Stimme (dritte Stimme) kann dazu stoßen, ist aber nicht erforderlich. Die Bass-Stimme beschränkt sich häufig auf Funktionsbässe und Grundtöne. Das mehrstimmige freie Zusammenspiel mehrerer Instrumente, freies Begleiten und mehrstimmige freie Singen wird erleichtert, indem einfache Harmonieschemata verwendet werden. Das Harmonieschema besteht häufig nur aus Dominante und Tonika mit seltenen Ausflügen in Subdominante und Doppeldominante. Das beliebte Musizieren „aus’n Huat“, also das freie Zusammenspiel, wird durch derartige allgemein anerkannte Grundsätze überhaupt erst ermöglicht.

## Tanzmusik
Instrumentale Volksmusik war in der Tradition überwiegend Tanzmusik, wurde von Tanzmusikanten interpretiert, zum Beispiel beim Österreichischen Volkstanz. Heute wird sie oft als Stubenmusik dargeboten, ohne jede tänzerische Absicht. Bei gut gespielter Stubenmusik bleibt der tanzmusikalische Charakter spürbar.

## Hörfunk- und Fernsehsendungen mit traditioneller Volksmusik (Auswahl)
- A Tanzl, a Weis’ mit Franz Hermeter, Heidi Rieder, Barbara Plattner und Xaver Hernandez, mittwochs 18:05 Uhr auf Rai Südtirol
- Allgäuer Frühschoppen mit Werner Schlehuber auf RSA-Radio
- Bei uns dahoam, BR
- BR Heimat
- BR Heimat - Zsammg’spuit, BR, präsentiert von Susanne Wiesner
- Bsuech in..., Schweizer Fernsehen
- Frühschoppen, ORF, unter anderem präsentiert von Philipp Meikl, Walter Egger, Caroline Koller oder Harald Prünster
- G’sungen und g’spielt, ORF Ö2, in Niederösterreich mit Edgar Niemeczek und Dorli Draxler; in Oberösterreich mit Katharina Baschinger, Gerhard Fluch, Heinz Hörhager, Klaus Landa und Sandra Ohms; in Salzburg mit Philipp Meikl und Caroline Koller (Stand 2023)
- Heimatspiegel, werktäglich auf Bayern 2 und BR Heimat
- Hoagascht, Servus TV
- Hopp de Bäse!, Schweizer Fernsehen (bis 2012)
- Klingendes Österreich, ORF, präsentiert von Sepp Forcher (1986 bis 2020)
- Klingende Steiermark – Steirische Sänger- und Musikantentreffen, ORF Steiermark u. a. mit Paul Prattes, Caroline Koller und Franz Steiner
- Mei liabste Weis, ORF, präsentiert von Franz Posch
- Österreich vom Feinsten, präsentiert von Hans Knauß
- Panoramabilder, BR
- Potzmusig, Schweizer Radio und Fernsehen, präsentiert von Nicolas Senn
- Tiroler Weis, ORF Tirol, präsentiert von Peter Kostner, Franz Posch und Martina Moser auf Radio Tirol
- Unter unserem Himmel, BR
- Urig und echt, Radio Melodie
- Volksmusik – traditionell, frisch, ehrlich, handgemacht, rund um die Uhr auf webradio volXmusik.de
- Wetterpanorama, ORF
- Wirtshausmusikanten beim Hirzinger, BR, präsentiert von Traudi Siferlinger und Dominik Glöbl

In österreichischen und bayerischen Volksmusiksendungen wird wegen des weitgehend gleichen Liedguts meist grenzübergreifende Musik geboten. Die verschiedenen Landesprogramme der mittlerweile vollständig regionalisierten Senderkette Ö2 bieten eine große Vielfalt an Volksmusiksendungen, die überwiegend im Vorabendprogramm ausgestrahlt werden. In der Schweiz sind tägliche Volksmusiksendungen auf der SRF Musikwelle und bei den Privatsendern Radio Eviva und Radio Tell zu hören.